# Carapa megistocarpa
Carapa megistocarpa là loài thực vật thuộc Họ Xoan và là loài đặc hữu ở Ecuador.